# Parasymbellia grandis
Parasymbellia grandis är en insektsart som beskrevs av Marius Descamps 1971. Parasymbellia grandis ingår i släktet Parasymbellia och familjen Euschmidtiidae. Inga underarter finns listade i Catalogue of Life.